# Overspringshandling
 Der er for få eller ingen kildehenvisninger i denne artikel, hvilket er et problem. Du kan hjælpe ved at angive troværdige kilder til de påstande, som fremføres i artiklen.

Inden for etologien betyder overspringshandling en tilsyneladende irrelevant handling, som et dyr foretager, når dets instinkter giver det selvmodsigende beskeder, så flere uforenelige adfærdselementer stimuleres samtidig. Et eksempel kan være dyret, der i kamp motiveres til både aggression og flugt. Et sådant dyr kan pludselig begynde at pudse sin pels, tørre sit næb af mod en gren, eller udvise seksualadfærd. Som regel vil overspringshandlingen være ganske kortvarig, da den ydre situation vil stille krav – i eksemplet vil modstanderen udnytte chancen og enten stikke af eller fortsætte kampen.
Det danske ord kan ofte oversættes til det engelske "procrastination", men inden for etologien oversættes overspringshandling til "displacement activity".

## I dagligdagssproget
Denne indre konflikt mellem forskellige instinkter i dyret og det tilfældige resultat har også båret over i dagligsproget, hvor det især bruges om mennesker. Her er "overspringshandling" efterhånden i grove træk kommet til at betyde 'en handling man udfører i stedet for at udføre en handling, man egentlig burde udføre'.
For universitetsstuderende har man det lignende begreb akademisk rengøring. Det er når en studerende gør rent i stedet for at arbejde med et større – måske ubehageligt – gøremål, som at læse til eksamen eller skrive en opgave eller et afgangsprojekt.
Overspringshandlinger kan ofte observeres som en kæde af umiddelbart unødvendige eller mindre vigtige handlinger, hvis prioritet løbende højnes. Således udsættes den vigtige opgave oftest til sidste øjeblik. En anden ting, der observeres, er at den studerende oftest starter en "overspringsdag" med meget gode hensigter, men jo nærmere en given opgave kommer, desto mere interessante bliver disse overspringshandlinger.
Overspringshandlingen har forbindelse til det filosofiske tankeeksperiment kaldet "Buridans æsel". Det interessante problem ligger i det mulige paradoks, der kan opstå når to slags handlinger synes lige vigtige for et individ, hvorved beslutningen imellem dem kan synes umulig. Fx kan den studerende have en kortsigtet interesse i at more sig og en langsigtet interesse i at færdiggøre en opgave. Samtidig giver for meget morskab problemer på længere sigt, mens opgaveskrivningen på kortere sigt er en ubehagelig og stressende aktivitet. Dette føles som et dilemma, der så forsøges "løst" med en helt tredje aktivitet, som hverken er sjov eller nødvendig, men som i det mindste er noget andet end ubeslutsomhed.

## Oprindelse
Den første beskrivelse af overspringshandlinger (omend det næppe er den første gang ordet blev anvendt) blev skrevet af englænderen Julian Huxley i 1914. Den efterfølgende forskning i overspringshandlinger var en direkte konsekvens af østrigeren Konrad Lorenz' arbejde med instinkter. Ikke desto mindre var den første omtale af fænomenet herefter i de to hollandske forskere Nikolaas Tinbergen og Adriaan Kortlandts værker fra 1940.